# Saugerties South
Saugerties South – jednostka osadnicza w Stanach Zjednoczonych, w stanie Nowy Jork, w hrabstwie Ulster.